# میشوسکو
میشوسکو (به بلغاری: Mishevsko) یک منطقهٔ مسکونی در بلغارستان است که در شهرستان ژبل واقع شده‌است.